# Turó de la Miloca
El Turó de la Miloca és una muntanya de 132 metres que es troba al municipi de Caldes de Malavella, a la comarca de la Selva.